# Zadní Poříčí
Zadní Poříčí je vesnice, část města Březnice v okrese Příbram ve Středočeském kraji. Rozkládá se převážně na pravém břehu řeky Skalice, asi tři kilometry severozápadně od Březnice. Na levém břehu se nachází železniční trať Březnice – Rožmitál pod Třemšínem se zastávkou Zadní Poříčí. Zadní Poříčí leží v katastrálním území Přední Poříčí o výměře 3,6 km².

## Historie
První písemná zmínka o vesnici pochází z roku 1318.

## Obyvatelstvo
| Rok            | 1869 | 1880 | 1890 | 1900 | 1910 | 1921 | 1930 | 1950 | 1961 | 1970 | 1980 | 1991 | 2001 | 2011 | 2021 |
| -------------- | ---- | ---- | ---- | ---- | ---- | ---- | ---- | ---- | ---- | ---- | ---- | ---- | ---- | ---- | ---- |
| Počet obyvatel | 128  | 145  | 131  | 112  | 122  | 102  | 99   | 69   | 79   | 60   | 44   | 31   | 28   | 28   | 24   |
| Počet domů     | 18   | 20   | 19   | 19   | 19   | 19   | 19   | 21   | 21   | 15   | 13   | 20   | 21   | 20   | 20   |

## Obecní správa
Při sčítání lidu v letech 1850–1964 Zadní Poříčí bylo osadou obce Přední Poříčí, se kterým patřilo nejprve do okresu Blatná, ale od roku 1960 v okrese Příbram. Od 14. června 1964 je částí města Březnice v okrese Příbram.

## Galerie

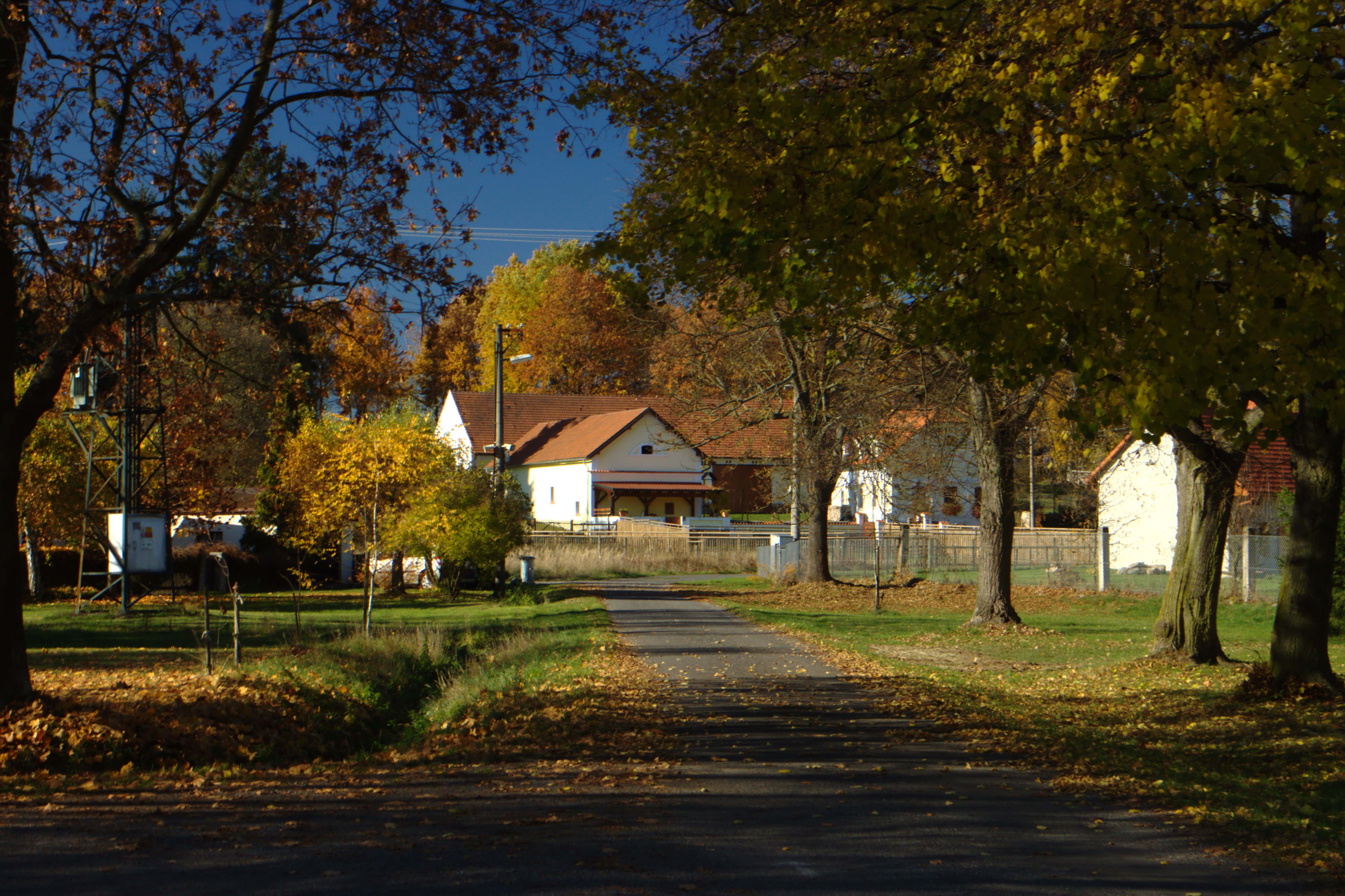
Domy
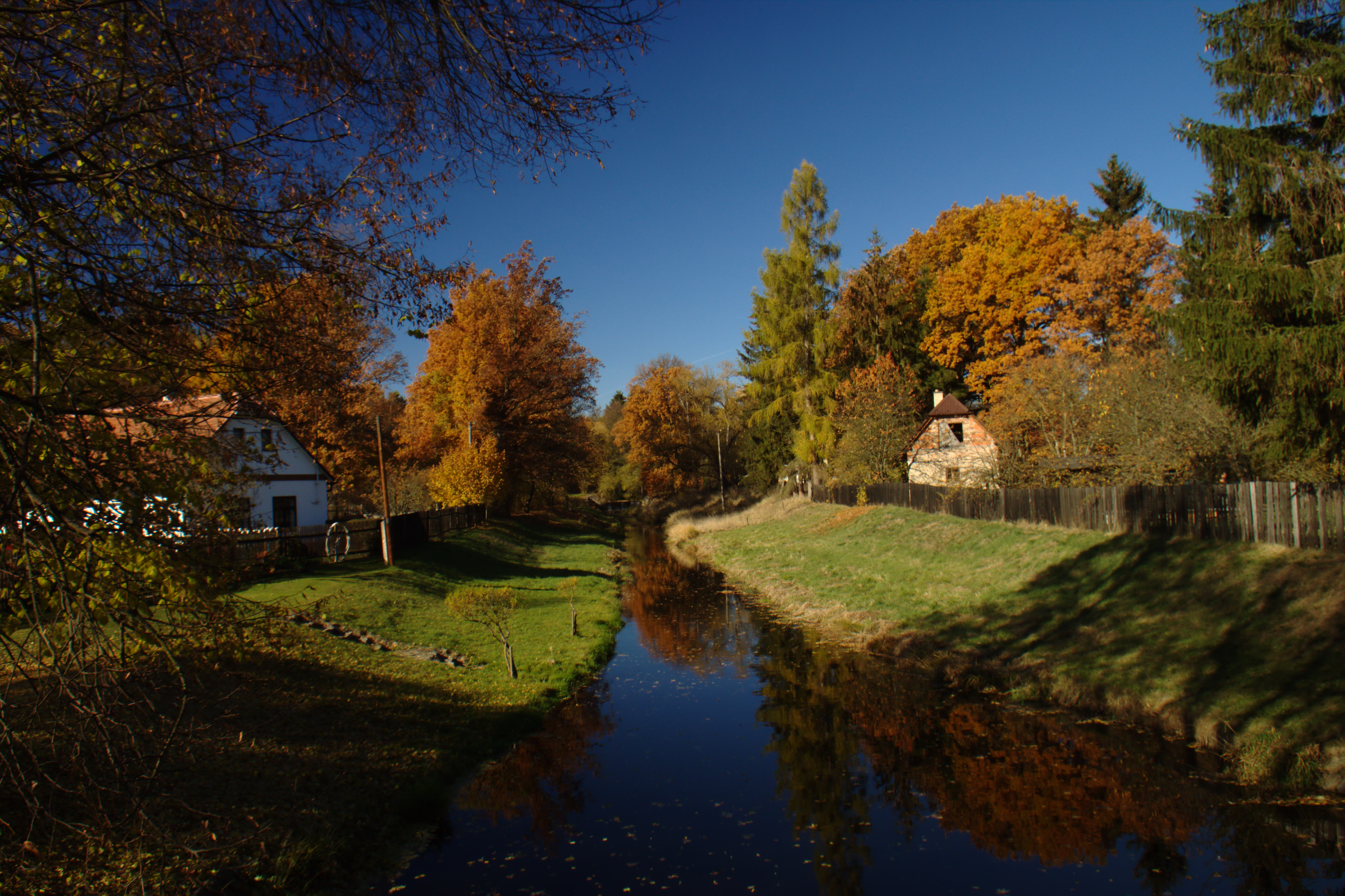
Řeka
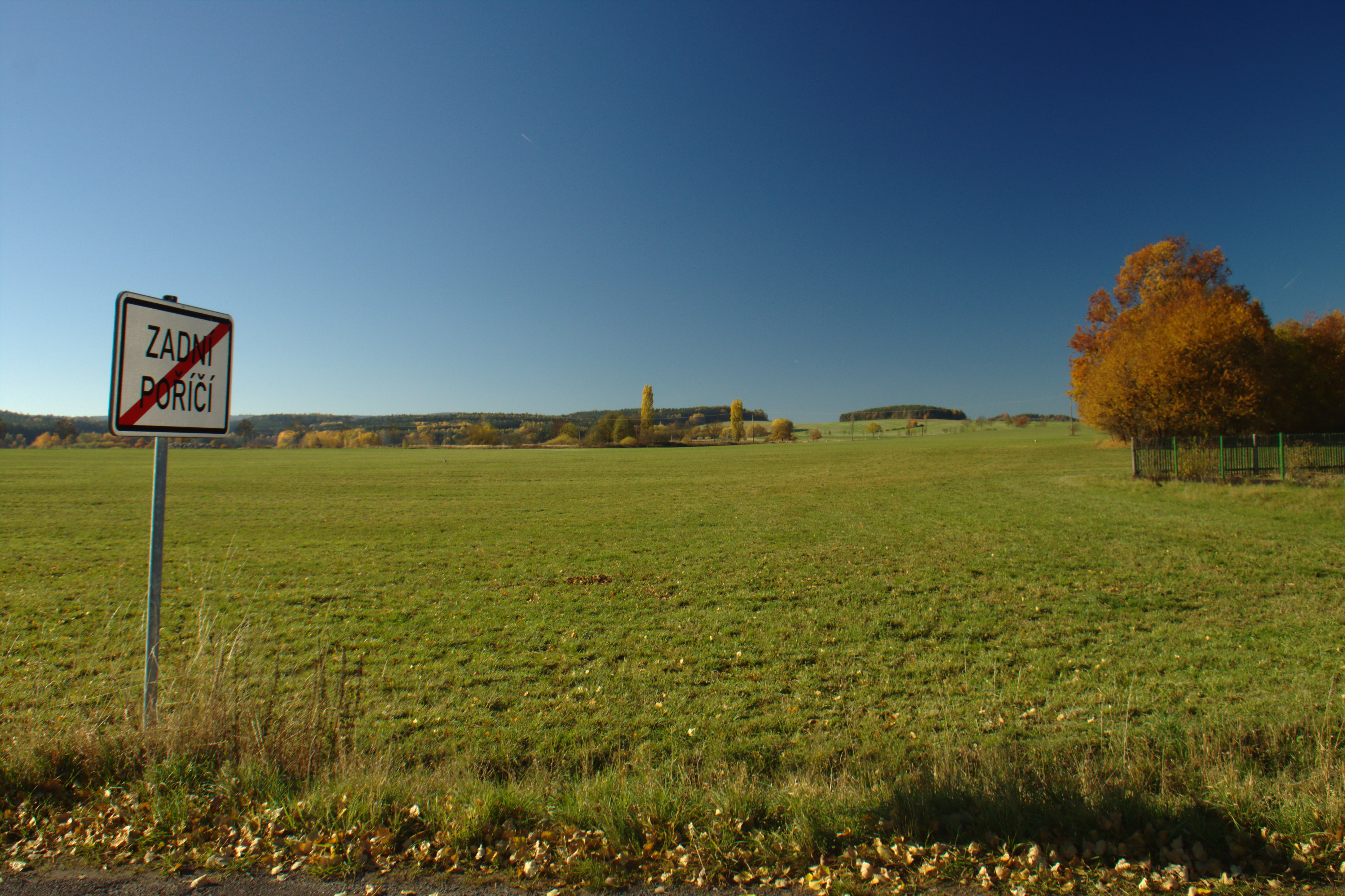
Okolní krajina
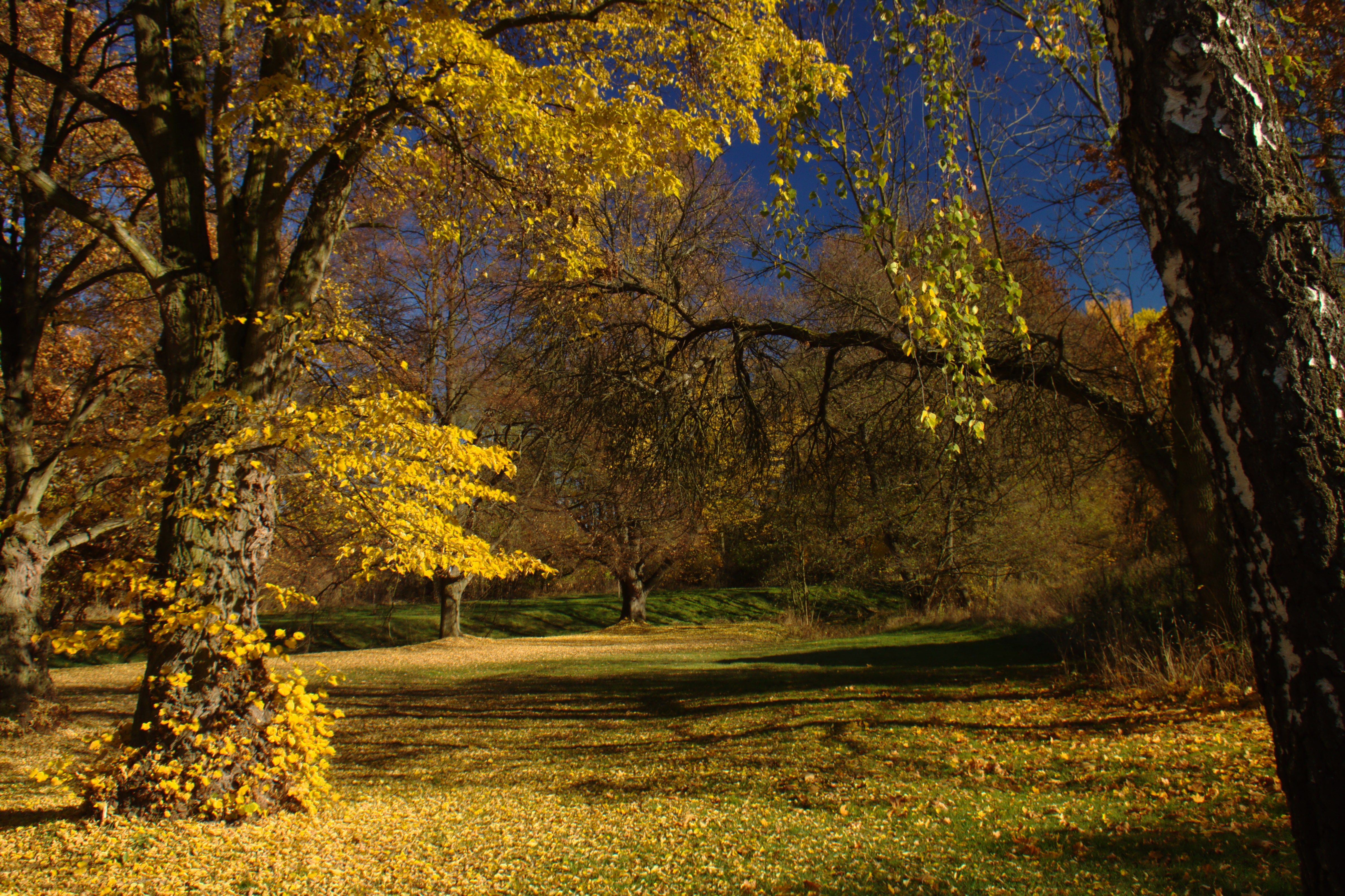
Park